# Microspingus pectoralis
La monterita de collar (Microspingus pectoralis), también denominada comúnmente monterita acollarada, monterita anillada, quién te vistió de collar o vizcachita, es una especie —o la subespecie Microspingus torquatus pectoralis, dependiendo de la clasificación considerada— de ave paseriforme de la familia Thraupidae perteneciente al género Microspingus, antes situada en Poospiza. Es nativa del centro y norte del Cono Sur de Sudamérica.

## Taxonomía

### Descripción original
Esta especie fue descrita originalmente en el año 1922 por el ornitólogo estadounidense Walter Edmond Clyde Todd, con el nombre científico de Poospiza pectoralis. La localidad tipo referida es: «Guanacos, provincia Cordillera, departamento de Santa Cruz, Bolivia». El ejemplar holotipo designado es el catalogado como: 43 650; se trata de un macho adulto, el cual fue capturado el 21 de agosto de 1909 por José Steinbach. Se encuentra depositado en la colección de ornitología del Museo Carnegie de Historia Natural, ubicado en la ciudad de Pittsburgh, estado de Pensilvania, Estados Unidos.

### Etimología
Etimológicamente el término genérico Microspingus se construye con palabras en el idioma griego, en donde: μικρος (mikros) significa ‘pequeño’ y σπιγγος, σπιζα (spingos, spiza) es el nombre común del ‘pinzón vulgar’ (Fringilla coelebs). El epíteto específico pectoralis deriva del latín, en donde: pectus, pectoris es ‘pecho’.

### Historia taxonómica y relaciones filogenéticas
La presente especie (incluida en Microspingus torquatus, junto a otras seis, fueron tradicionalmente incluidas en el género Poospiza, hasta que en los años 2010, publicaciones de filogenias completas de grandes conjuntos de especies de la familia Thraupidae basadas en muestreos genéticos, permitieron comprobar que formaban un clado fuertemente soportado por los resultados encontrados, lejano al resto de las especies del género que integraban; para individualizarlo genéricamente, Burns et al. (2016) propusieron la resurrección del género Microspingus. El reconocimiento del género resucitado y la inclusión de especies fue aprobado en la Propuesta N° 730.14 al Comité de Clasificación de Sudamérica (SACC).
La presente es reconocida como especie separada de M. torquatus por Aves del Mundo (HBW) y Birdlife International (BLI) con base en la distancia genética entre ambas; sin embargo, este tratamiento no ha sido todavía adoptado por otras clasificaciones que continúan a tratarla como subespecie.

## Características y hábitos
Esta especie posee una longitud de 12 cm, y pesos de entre 
9 y 13,2 g.
El pico es negruzco, las patas y el iris son pardos; el plumaje se presenta de color negro en la frente, a los costados de la corona como finas líneas, en franjas oculares y en un collar; son blancas las cejas superciliares y la garganta; tiene grises la corona y lo dorsal y grisáceos los flancos, mientras que lo ventral es blanquecino; las subcaudales son castañas. Las alas son pardas, con las plumas primarias bordeadas de blanquecino, y las secundarias de ocráceo; las cubiertas menores son negras bordeadas de gris, las mayores son pardo-oscuras y blancas. La cola es de color pardo-oscuro con la mitad terminal de las plumas externas de color blanco.
Sola o en pareja recorre el estrato herbáceo y ramas, mayormente en alturas respecto del piso desde 50 a 300 cm. Se alimenta semillas, savia e invertebrados.
Nidifica en primavera. Construye su elaborado y expuesto nido atado a ramitas de arbustos; tiene forma de una tacita construida con fibras vegetales, tapizándolo en su interior con fibras más finas y algunas cerdas. 
Su diámetro externo es de 6,5 a 7 cm, el interno es de 4,5 a 5 cm, la profundidad es de 3 cm y el alto es de 4 a 4,5 cm. Allí coloca de 2 a 3 huevos, ovoidales, blanquecinos, con tono celeste y pintas negras, pardas y grises, con mayor densidad en el polo mayor.

## Distribución y hábitat
Esta especie es un endemismo reproductivo de la Argentina, nidificando desde las provincias del noroeste hasta el norte de la Patagonia. En el invierno sus poblaciones australes migran hacia menores latitudes, alcanzando el nordeste argentino, Bolivia y Paraguay. Altitudinalmente es posible encontrarla desde el nivel del mar hasta los 2800 m s. n. m.. Vive en matorrales, bordes de bosques xerófilos, sabanas, estepas y áreas rurales.

## Conservación
Según la organización internacional dedicada a la conservación de los recursos naturales Unión Internacional para la Conservación de la Naturaleza (IUCN), al no poseer mayores peligros y vivir en una extensa distribución geográfica, se la clasificó como una especie bajo «preocupación menor» en la obra: Lista Roja de Especies Amenazadas.